# Няжлов
Няжлов (рум. Neajlov) — річка в Румунії, у повітах Арджеш, Димбовіца, Джурджу. Права притока Арджеш (басейн Чорного моря).

## Опис
Довжина річки 186 км, найкоротша відстань між витоком і гирлом — 126,42 км, коефіцієнт звивистості річки — 1,48 . Площа басейну водозбору 3720 км².

## Розташування
Бере початок у селі Джамена повіту Арджеш. Тече переважно на південний схід і у селі Гостінарі повіту Джурджу впадає у річку Арджеш, ліву притоку Дунаю.
Притоки: Берч (рум. Berci), Тейш (рум. Teiș), Няжловель (рум. Neajlovel) (ліві); Валя Аденка (рум. Valea Adâncă), Крістія (рум. Cristia), Кельнішта (рум. Călniștea) (праві).
Основні населені пункти вздовж берегової смуги від витоку до гирла: Оаржа, Сіліштя, Фурдуєшть, Нежловелу, Мортень, Пунтя-де-Греч, Броштень, Ізвору, Кройторі, Грозевешт, Винеторій-Міч, Сінгурень, Комана.

## Цікаві факти
- Річка протікає через національний парк Комана повіту Джурджа (рум. Giurgiu County Comana Natural Park).[1]